# Молена (Латина)
Молена је насеље у Италији у округу Латина, региону Лацио.
Према процени из 2011. у насељу је живело 20 становника. Насеље се налази на надморској висини од 28 м.